# ویواکام
ویواکام (بلغاری: Виваком) شرکت مخابرات بلغارستانی است، که در سال ۱۹۹۲ تأسیس شد.